# Europapokal der Landesmeister (Handball) 1975/76
Am Europapokal der Landesmeister 1975/76 nahmen 22 Handball-Vereinsmannschaften aus 22 Ländern teil. Diese qualifizierten sich in der vorangegangenen Saison in ihren Heimatländern für den Europapokal. Bei der 16. Austragung des Wettbewerbs konnte mit Vorjahresfinalist RK Borac Banja Luka zum zweiten Mal eine Mannschaft aus Jugoslawien den Pokal gewinnen.

## 1. Runde
|                      | Gesamt |                         | Hinspiel | Rückspiel |
| -------------------- | ------ | ----------------------- | -------- | --------- |
| Benfica Lissabon     | (1)    | BC Calpisa Alicante     |          |           |
| Volani Rovereto      | 18:22  | Hapoel Rehovot          | 10:90    | 08:13     |
| HV Sittardia Sittard | 31:23  | CS Fola Esch            | 16:10    | 15:13     |
| Fredensborg SBK      | 43:19  | Kyndil Tórshavn         | 22:70    | 21:12     |
| Birkenhead HC        | 17:47  | KV Sasja Antwerpen      | 07:18    | 10:29     |
| Union Krems          | 27:35  | Grasshopper Club Zürich | 16:16    | 11:19     |

Durch ein Freilos zogen ČH Bratislava, Víkingur Reykjavík, VfL Gummersbach, Śląsk Wrocław, Sportist Kremikovtzi, HK Drott, Sparta IF Helsinki, SMUC Marseille, Fredericia KFUM und Vorjahresfinalist RK Borac Banja Luka direkt in das Achtelfinale ein.

## Achtelfinale
|                      | Gesamt |                         | Hinspiel | Rückspiel |
| -------------------- | ------ | ----------------------- | -------- | --------- |
| RK Borac Banja Luka  | 53:36  | ČH Bratislava           | 27:14    | 26:22     |
| Hapoel Rehovot       | 26:45  | BC Calpisa Alicante     | 14:21    | 12:24     |
| Víkingur Reykjavík   | 28:40  | VfL Gummersbach         | 16:19    | 12:21     |
| Śląsk Wrocław        | 40:30  | HV Sittardia Sittard    | 23:13    | 17:17     |
| Sportist Kremikovtzi | 36:34  | Grasshopper Club Zürich | 26:21    | 10:13     |
| HK Drott             | 34:35  | Fredensborg SBK         | 16:16    | 18:19     |
| Sparta IF Helsinki   | 37:21  | KV Sasja Antwerpen      | 21:60    | 16:15     |
| SMUC Marseille       | 30:37  | Fredericia KFUM         | 18:20    | 12:17     |

## Viertelfinale
|                     | Gesamt |                      | Hinspiel | Rückspiel |
| ------------------- | ------ | -------------------- | -------- | --------- |
| RK Borac Banja Luka | 41:34  | BC Calpisa Alicante  | 28:21    | 13:13     |
| Śląsk Wrocław       | 33:35  | VfL Gummersbach      | 22:15    | 11:20     |
| Fredensborg SBK     | 34:33  | Sportist Kremikovtzi | 20:14    | 14:19     |
| Fredericia KFUM     | 42:31  | Sparta IF Helsinki   | 26:11    | 16:20     |

## Halbfinale
|                 | Gesamt |                     | Hinspiel | Rückspiel |
| --------------- | ------ | ------------------- | -------- | --------- |
| VfL Gummersbach | 29:31  | RK Borac Banja Luka | 16:16    | 13:15     |
| Fredensborg SBK | 33:43  | Fredericia KFUM     | 16:21    | 17:22     |

## Finale
Das Finale fand am 11. April 1976 in der Dvorana Borik von Banja Luka vor 5.000 Zuschauern statt.
|                     | Ergebnis |                 |
| ------------------- | -------- | --------------- |
| RK Borac Banja Luka | 17:15    | Fredericia KFUM |

RK Borac Banja Luka: Abas Arslanagić, Dobrivoje Selec 2, Zdravko Rađenović 6, Milorad Karalić 2, Miro Bjelić, Nedeljko Vujinović 2(1), Slobodan Vukša, Rade Unčanin 2, Nebojša Popović 1(1), Boro Golić, Momo Golić 2, Zoran Ravlić
Trainer: Pero Janjić
 Fredericia KFUM: Jepesen, F. Hansen 3 (1), Hajderman, Nilsen 3 (1), Sørensen 1, Jungland 1, A. Hansen, Andersen 3, Pulsen, Madsen 2, Petersen 2. Trainer: Ole Vorm
Torfolge:
0:1 – F. Hansen, 1:1 – Karalić, 2:1 – Rađenović, 2:2 – F. Hansen, 3:2 – Popović, 4:2 – Unčanin, 4:3 – Petersen, 5:3 – Rađenović, 6:3 – Selec, 7:3 – M. Golić, 7:4 – Jungland, 7:5 – Andersen, 7:6 – Nilsen, 8:6 – Selec, 9:6 – Rađenović, 10:6 – M. Golić, 10:7 – Nilsen, 11:7 – Rađenović, 11:8 – Andersen, 11:9 – Petersen, 11:10 – Andersen, 12:10 – Vujinović, 13:10 – Rađenović, 14:10 – Unčanin, 14:11 – Nilsen, 14:12 – Sørensen, 15:12 – Karalić, 15:13 – Madsen, 16:13 – Rađenović, 16:14 – Madsen, 16:15 – F. Hansen, 17:15 – Vujinović.